# Lanthanusa sufficiens
Lanthanusa sufficiens – gatunek ważki z rodziny ważkowatych (Libellulidae).